# Salamajärvi (sjö i Övertorneå, Lappland, Finland)
Salamajärvi eller Salamojärvi är en sjö i Finland. Den ligger i kommunen Övertorneå i landskapet Lappland, i den norra delen av landet, 700 km norr om huvudstaden Helsingfors. Salamajärvi ligger 110,7 meter över havet. Den är 1,68 meter djup. Arean är 1,32 kvadratkilometer och strandlinjen är 8,67 kilometer lång. Sjön  ingår i Torne älvs huvudavrinningsområde. 